# Eiphosoma dentator
Eiphosoma dentator är en stekelart som först beskrevs av Fabricius 1804.  Eiphosoma dentator ingår i släktet Eiphosoma och familjen brokparasitsteklar. Inga underarter finns listade i Catalogue of Life.